# Isanthrene flavicornis
Isanthrene flavicornis är en fjärilsart som beskrevs av Fabricius 1787. Isanthrene flavicornis ingår i släktet Isanthrene och familjen björnspinnare. Inga underarter finns listade i Catalogue of Life.